# La Nation (journal djiboutien)
Pour les articles homonymes, voir Nation (homonymie).
La Nation est un journal djiboutien. Il est écrit en langue française. Principal journal du pays, il est fondé peu après l'indépendance, en 1977, succédant au Réveil de Djibouti.